# Vasa (1626)
«Ваза» (швед. Vasa швед. вимова: [²vɑːsa] ( прослухати)) — галеон Королівського військового флоту Швеції (швед. Kungliga flottan). Названий на честь шведської королівської династії Ваза (Васа). Став широко відомим завдяки обставинам загибелі, підняття і перетворення на музейну експозицію.

## Історія

### Будівництво

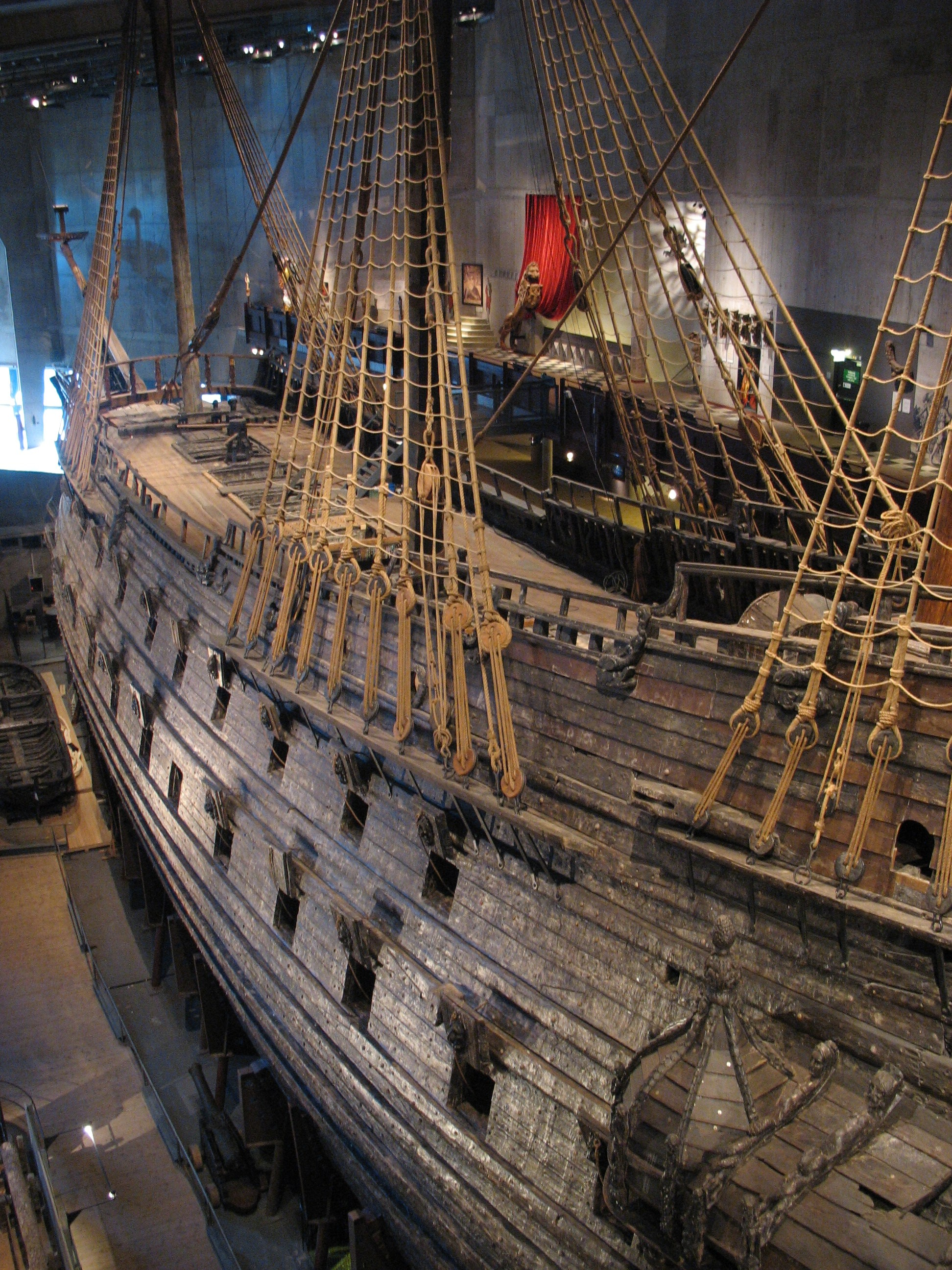
Галеон у музеї

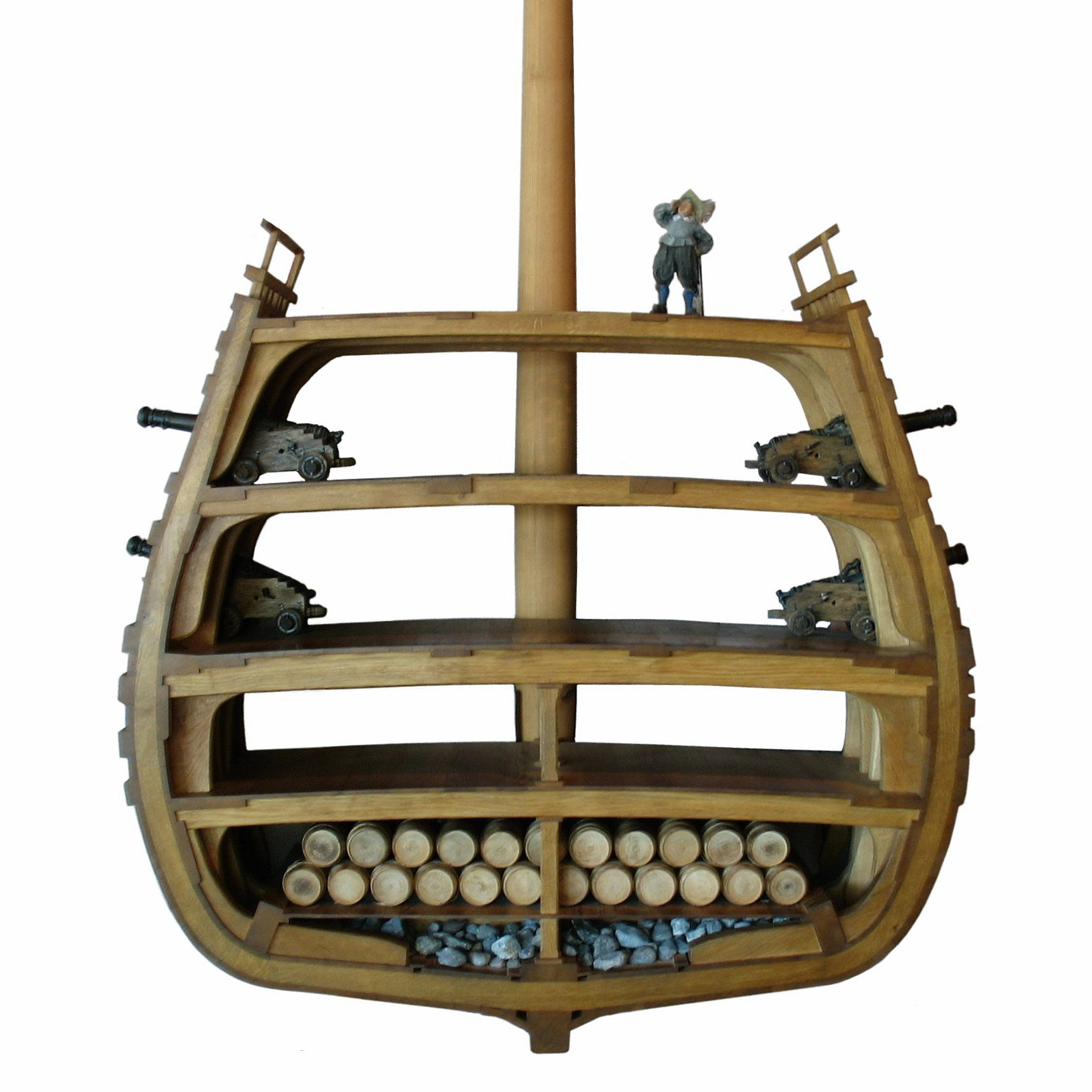
Переріз галеона «Vasa»

Готуючись до війни, король Густав ІІ Адольф 16 січня 1625 доручив голландському корабелу Генріху Губертссону збудувати флагман флоту, трищогловий галеон класу королівського корабля (швед. Regalskeppet). Після смерті Губертсона (1627) галеон будував корабел Гайн Якобсон на корабельні Блазієнгольмен біля Стокгольма. На корабель пішло біля тисячі дубів, зрубаних на 16 гектарах лісу. У спорудженні галеону брало участь до 400 людей.
Король бажав мати добре озброєний, найбільший галеон на Балтиці зі струнким профілем, з багато декорованими високими надбудовами, особисто затверджуючи його розміри, озброєння. Корабели виконали бажання короля, і галеон вийшов занадто вузьким з надто високими надбудовами на кормі та щоглами з поганою остійністю. Площа вітрил становила 1275 м². Восени 1627 галеон спустили на воду. Після завершення будівництва у надбудовах встановили додаткові гармати. 16 січня 1628 король оглянув галеон, який відбуксирували до королівського палацу і пришвартували напроти нього. Там на нього встановили артилерію, погрузили боєприпаси, амуніцію. Для забезпечення рівноваги у трюм помістили 120 т баласту.

### Катастрофа
При великій кількості цікавих міщан капітан Сьофрінг Ганссон 10 серпня 1628 вивів галеон у перший рейс з Стокгольма до військової бази Ельвснаббен. Погода була спокійна з поривистим вітром. З нагоди урочистостей морякам дозволили взяти на корабель жінок і дітей. Через несприятливий вітер галеон спочатку тягнули з допомогою якорів. На глибокій воді поставили вітрила і дали урочистий бортовий залп. Не пропливши милі, від різкого подмуху вітру «Vasa» нахилився та вирівнявся. Приблизно через 1,3 км від наступного різкого подмуху вітру він нахилився на ліву сторону і, зачерпнувши води через відкриті артилерійські порти, перевернувся на борт. До прибуття допомоги з інших кораблів, Стокгольма галеон затонув з піднятими вітрилами на глибині 32 м. Загинуло за різними даними від 50 до 400 осіб.

### Комісія
За розпорядженням короля скликали комісію. Вона виявила, що хоча без відома короля ширину галеона збільшили на 2,5 м, але його осадка була замалою для високих надбудов. Через високо розміщений центр ваги галеон мав малу остійність, компенсувати яку було неможливо (конструкція не дозволяла прийняти значний баласт). Корабел, який закладав галеон, помер, а решта продовжували будівництво за затвердженим проектом. Кількість і калібр гармат відповідала проекту. Зрештою комісія звинуватила в події невстановлених ворожих агентів, які змінили конструкцію галеона, адже неможливо було звинуватити короля.

### Віднайдення і підйом галеона

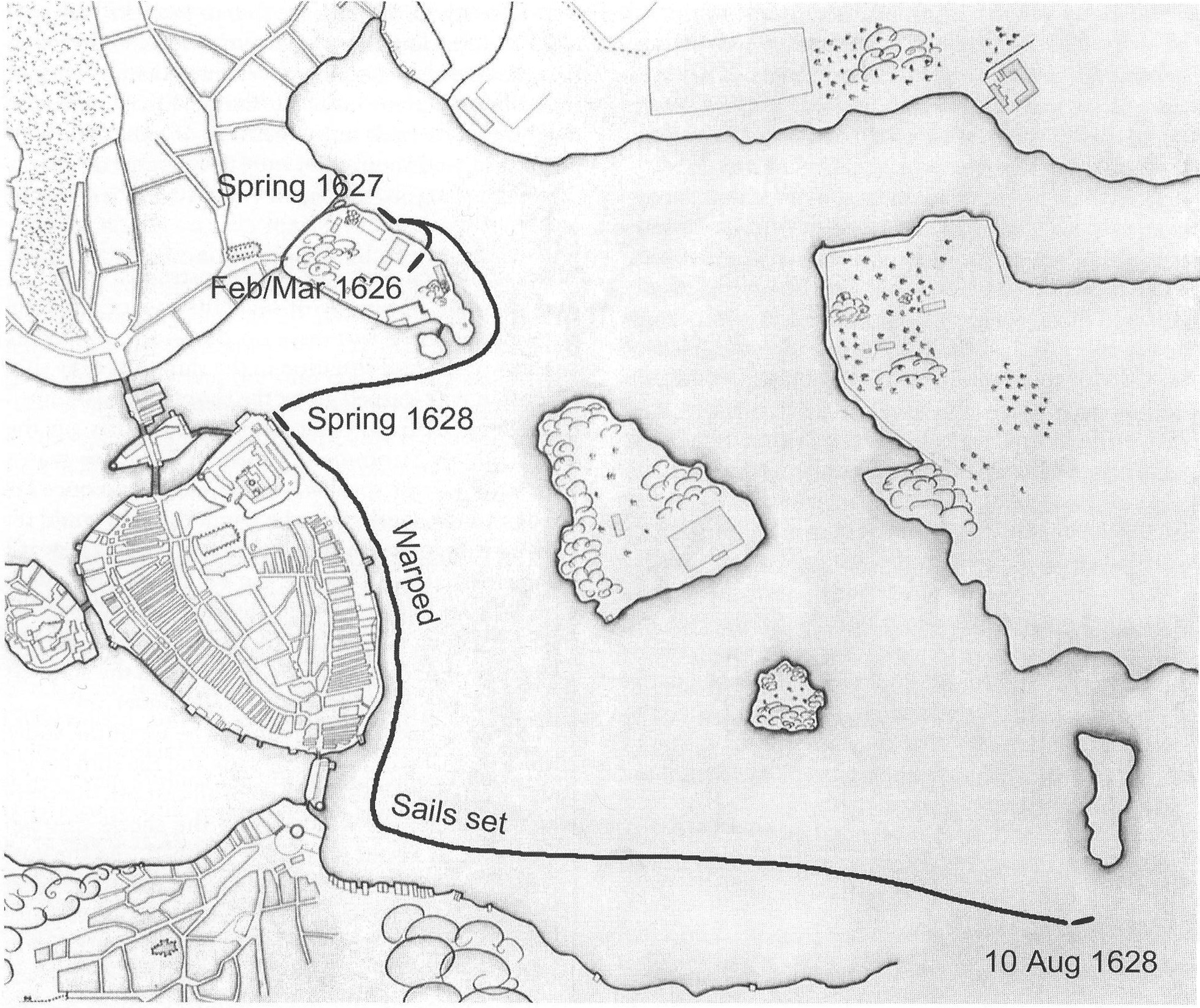
Схема плавання «Vasa». Spring 1627 — корабельня; Spring 1628 — королівський палац; Warped — буксирування; Sails set — плавання під вітрилами; 10 Aug 1628 — місце загибелі

Місце загибелі галеона було відоме і спочатку робились спроби підняти його на поверхню за допомогою системи якорів, які мали зачепитись за корпус, потім протягнути на мілину. Впродовж 1664—1665 років під керівництвом Альбректа фон Трейлебенада за допомогою водолазного дзвона дістали 54 гармати, прорубавши під водою проходи у частині палуб. Згодом на майже 300 років про галеон забули.
Доволі добре збережені залишки галеона віднайшов 1956 археолог-аматор Андерс Франзен після 5-річних пошуків. Було створено комітет порятунку «Вази». 26 квітня 1961 рештки галеона підняли на поверхню. З 1962 до 1979 в дерево корабля вводили консерваційний розчин. З 1980-х років почали збирати видобуті частини галеона (близько 14 000 фрагментів, в тому числі 700 барельєфів, 6 запасних вітрил). Галеон помістили у відкритий 1990 Музей Ваза в Стокгольмі. До 2007 у ньому побувало 25 млн відвідувачів.
Завдяки здобутим знанням з 1980-х років вдалось дослідити залишки шведського 126-гарматного лінкора «Kronan» («Корона»), який під час бою 1 червня 1676 здійснив різкий поворот, від сильного вітру нахилився, зачерпнувши води і з невідомих причин вибухнув.

## Екіпаж
Екіпаж галеона становив 437 моряків (на час катастрофи солдати на борту були відсутні). Штатний розпис походить з 1628 року.
- - Офіцери — 3
- Капітан — 1
- Лейтенанти — 2
  - Унтерофіцери — 12
- Старший шкіпер (швед. Oberschiffer) — 1
- Молодший шкіпер (швед. Unterschiffer) — 1
- Головний боцман (швед. Hochbootsmann) — 1
- Головний боцманмат (швед. Hochbootsmannsmaat) — 1
- Штурмани — 2
- Квартирмейстери — 4
- Старший канонір — 1
- Корабельний прево (суддя) — 1
  - Ремісники і фахові спеціалісти — 12
- Теслярі — 4
- Боцмани — 2
- Боцманмати — 4
- Кок — 1
- Баталер (швед. Bottelier) — 1
  - Моряки — 90
  - Каноніри — 20
  - Солдати 300

## Галерея

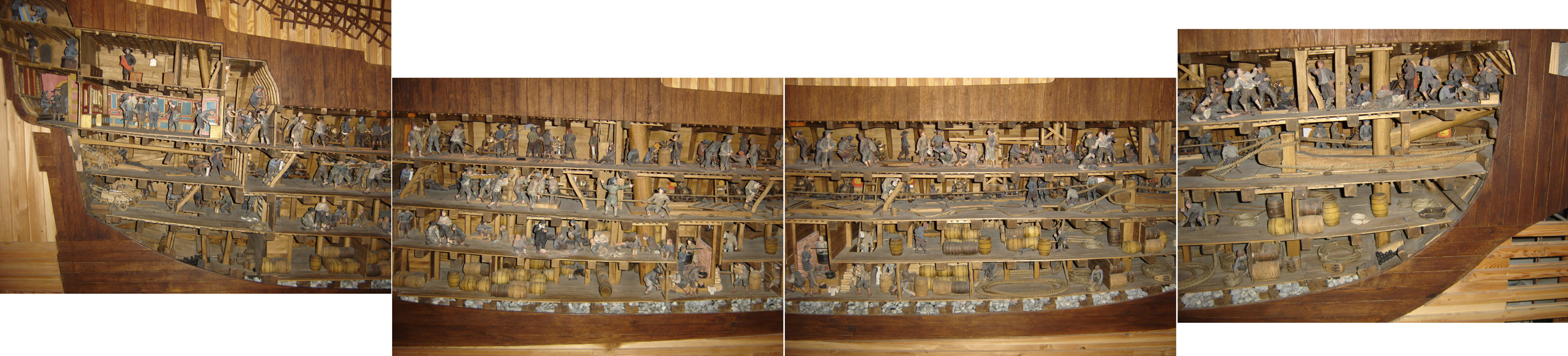
Поздовжній розріз галеона. У кормовій частині видно румпельне приміщення, прямо над ним кают-компанія, правіше — колдерштокова, далі — стовбур трюмної помпи. У середній частині праворуч на верхній палубі — трюмна помпа, під нею — кабестан. У трюмі в мідельній частині, біля шпора грот-щогли — камбуз.

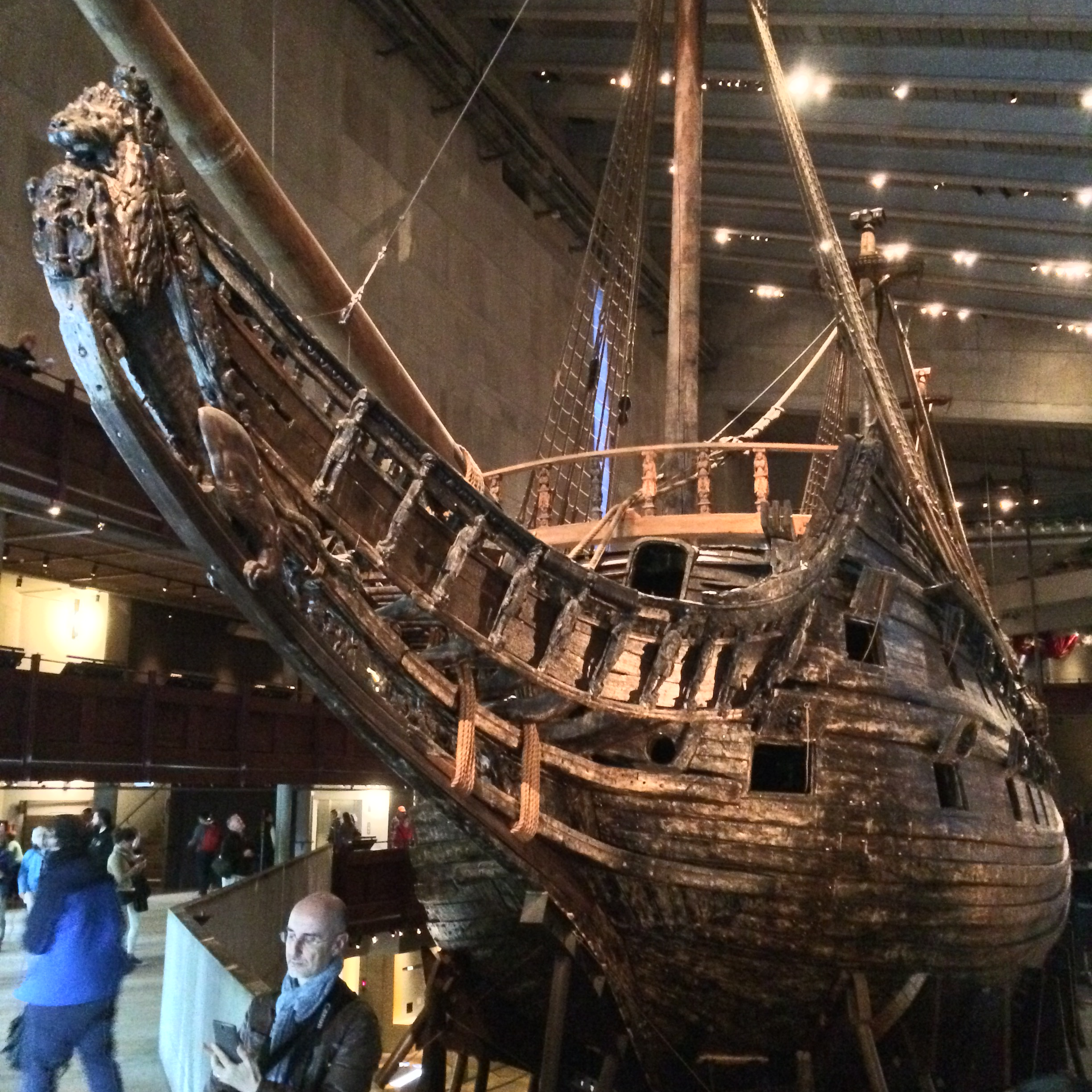
Княвдигед з носовою фігурою і форштевень
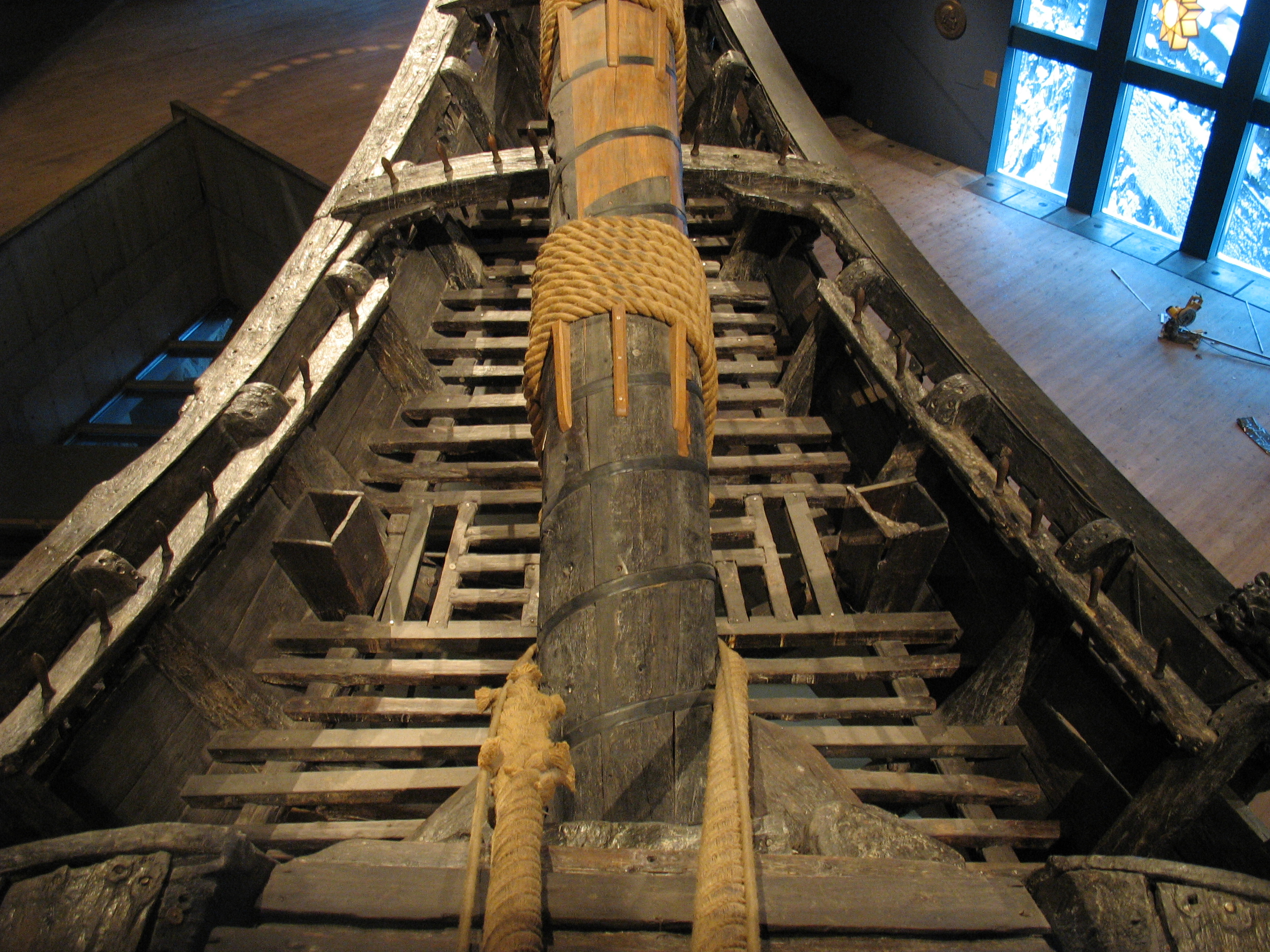
Гальюн і нижня частина бушприта
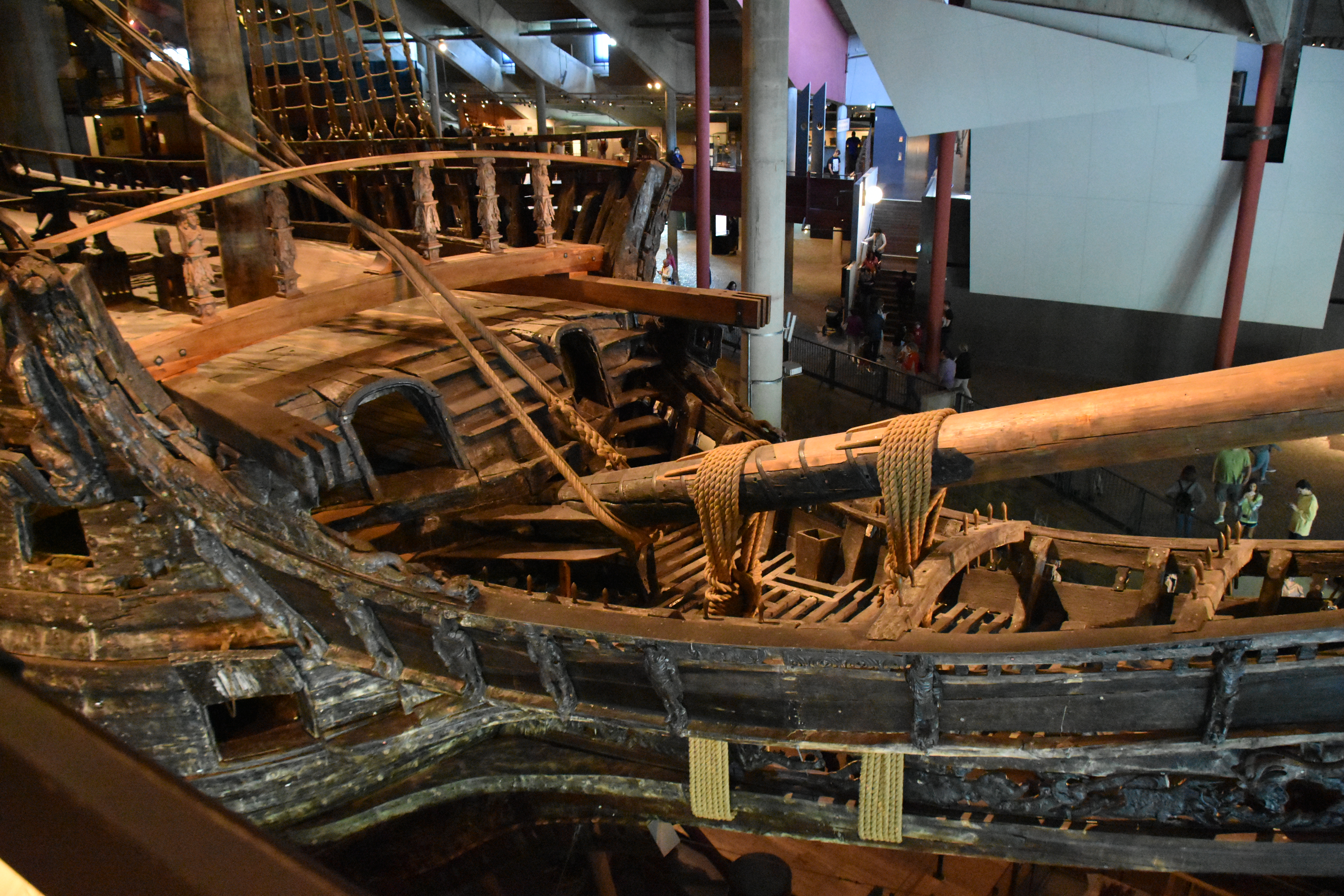
Бак, гальюн, бушприт з ватер-вулінгами
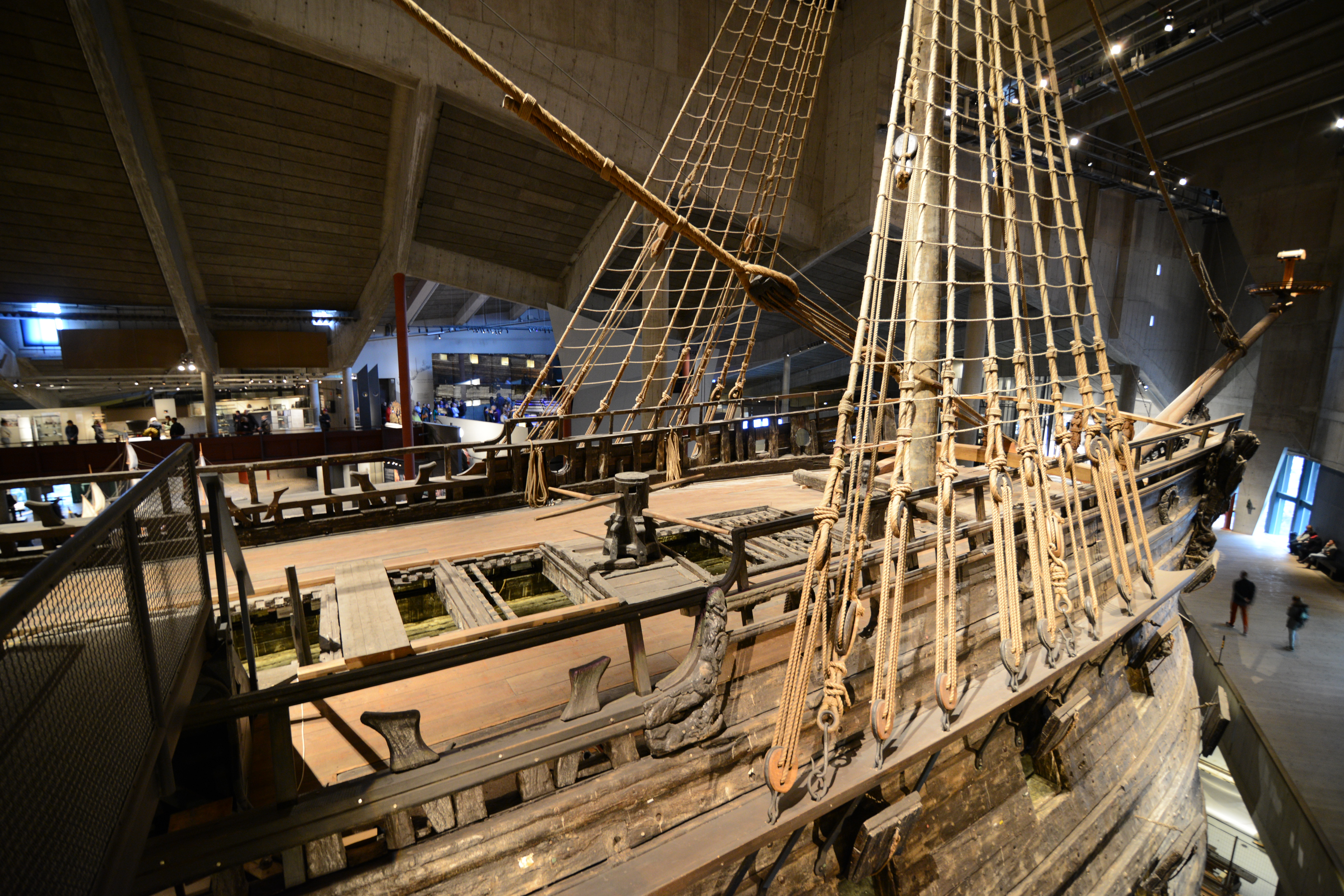
Бак, руслені вант фок-щогли, під якими видно порти верхньої гарматної палуби
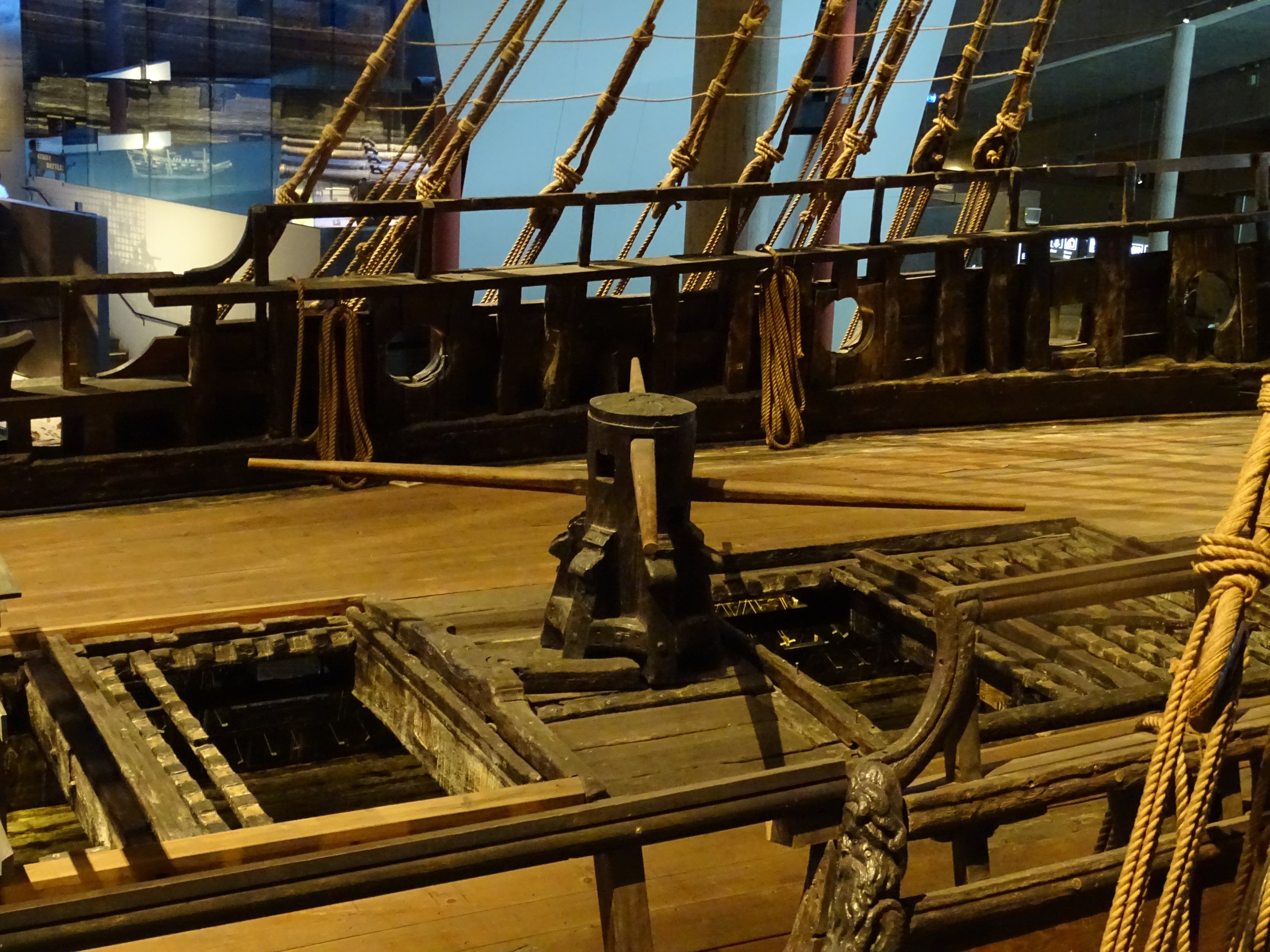
Кабестан на верхній палубі.
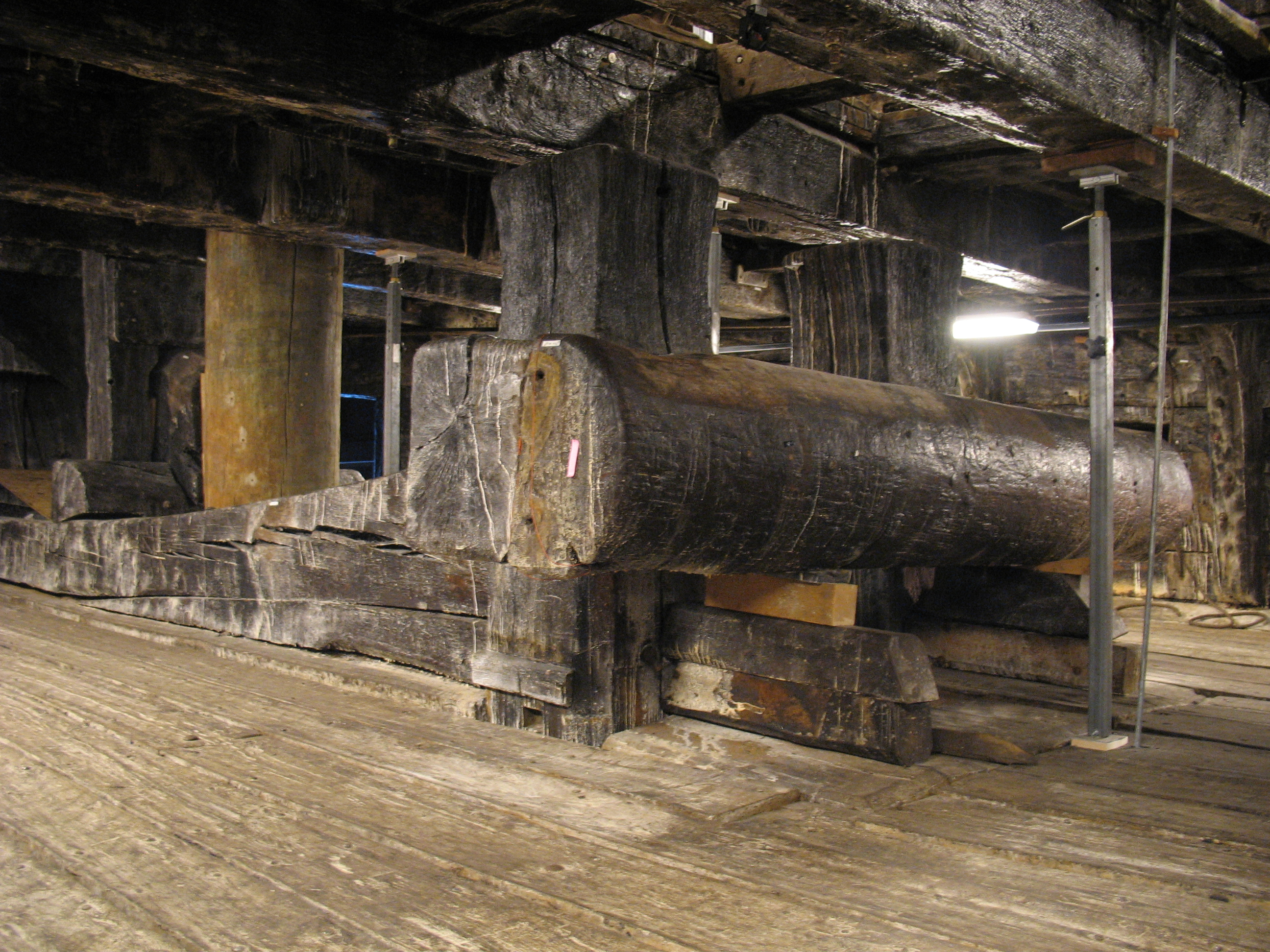
Якірний кнехт. Ліворуч основа фок-щогли, в яку впирається кінець бушприта
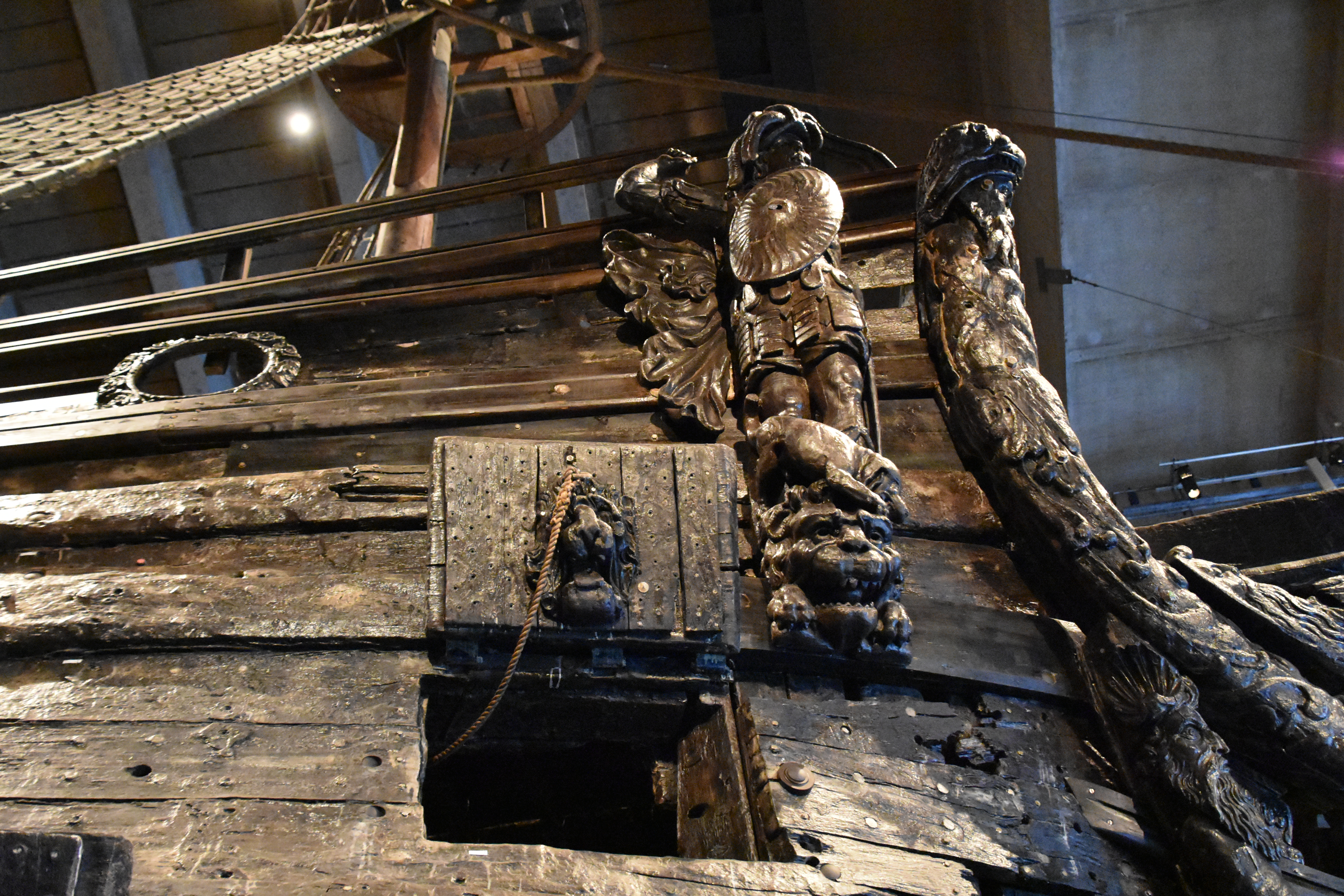
Порт гармати під баком
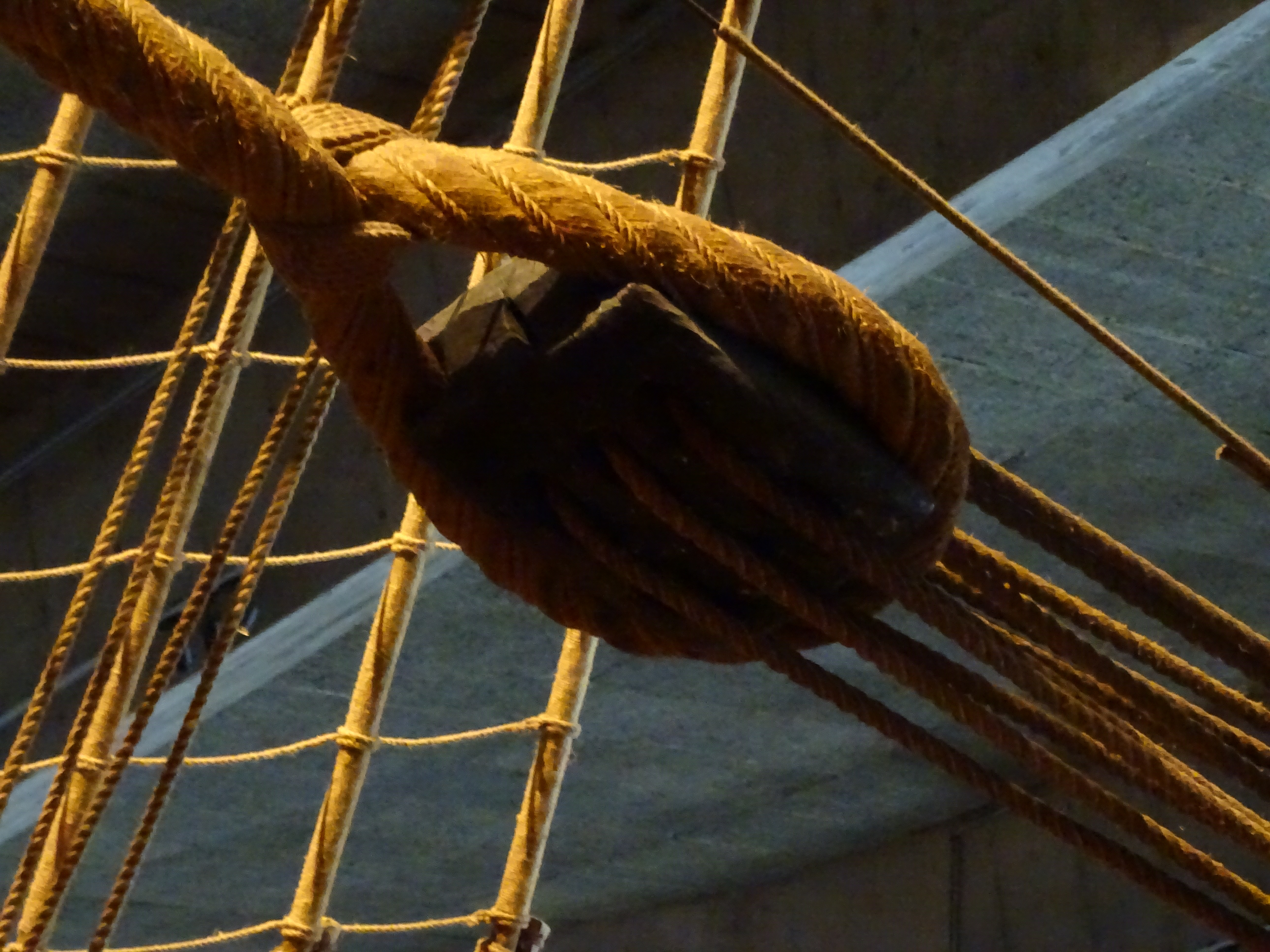
Юферс
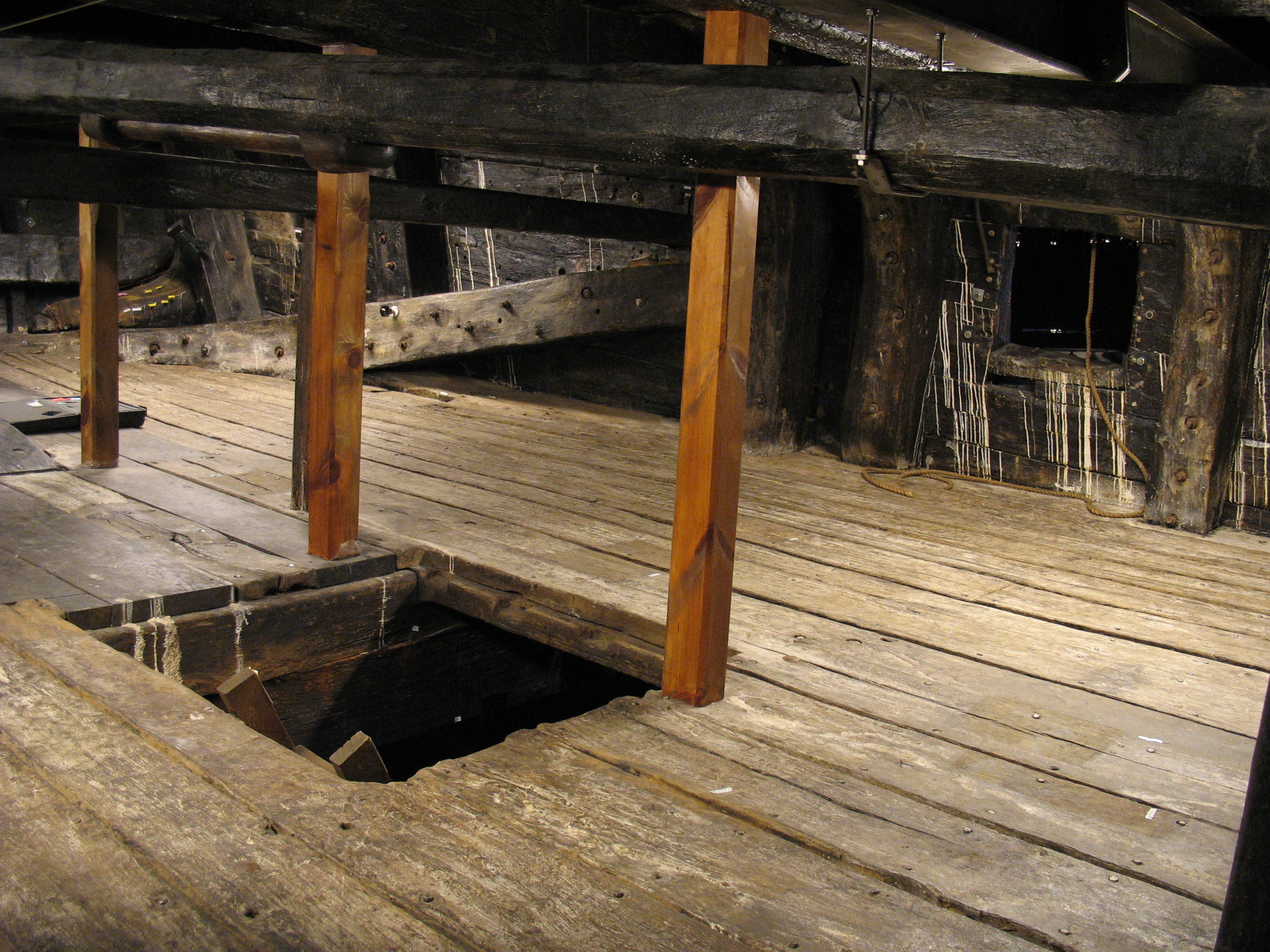
Румпельне приміщення і люк на нижчу палубу. Угорі видно масивний брус румпеля
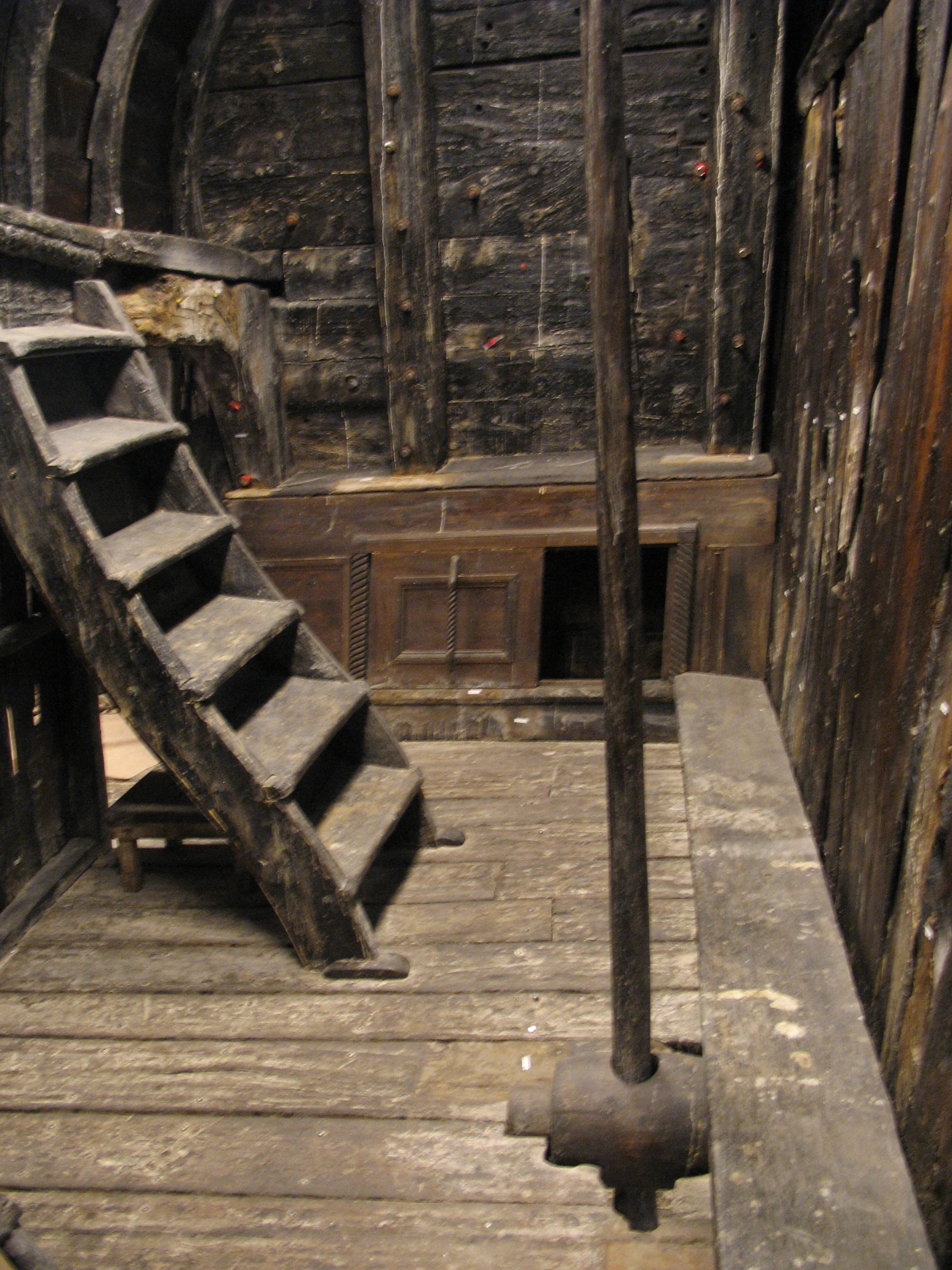
Колдершток і трап на верхню палубу.
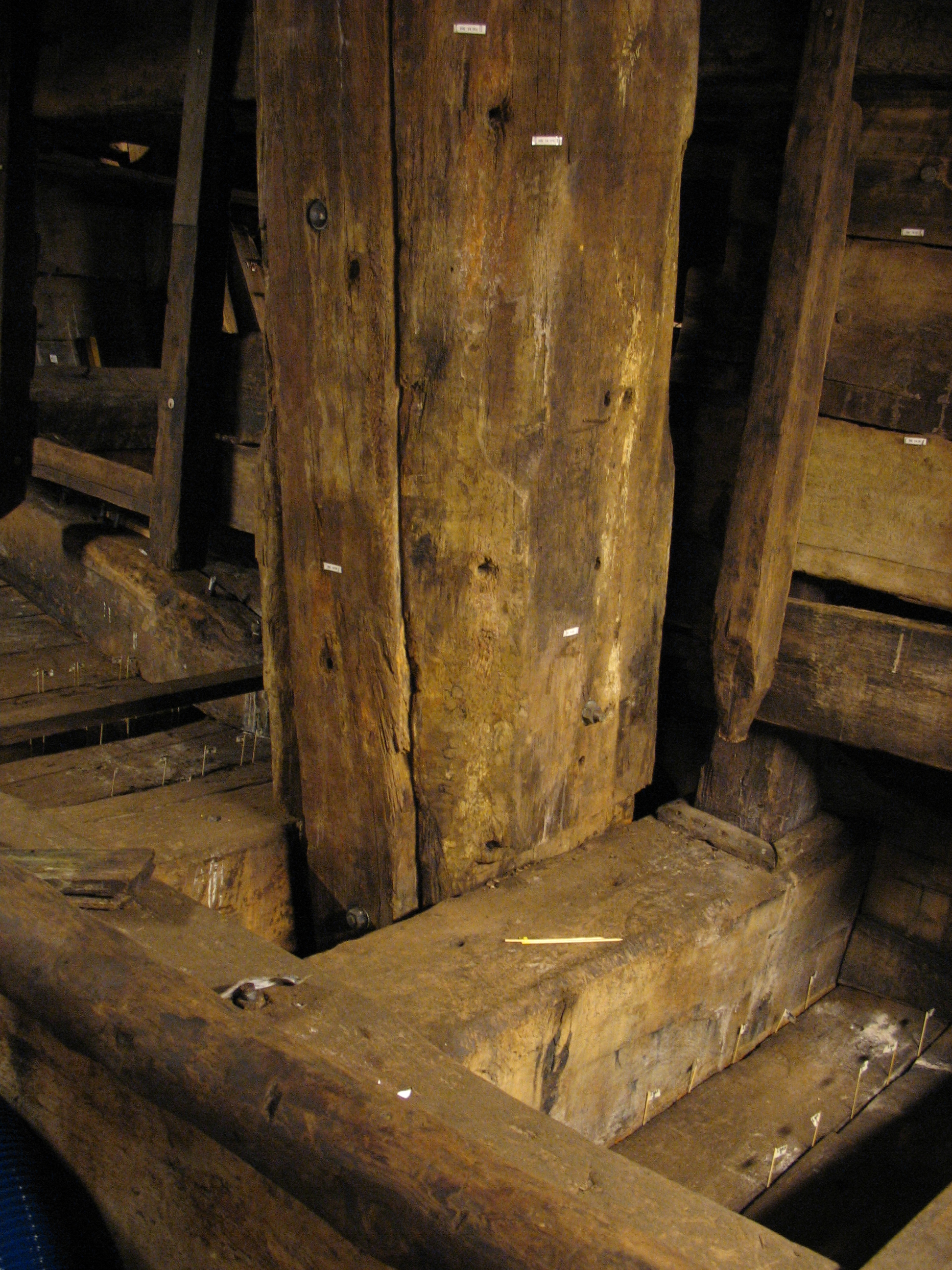
Шпор грот-щогли
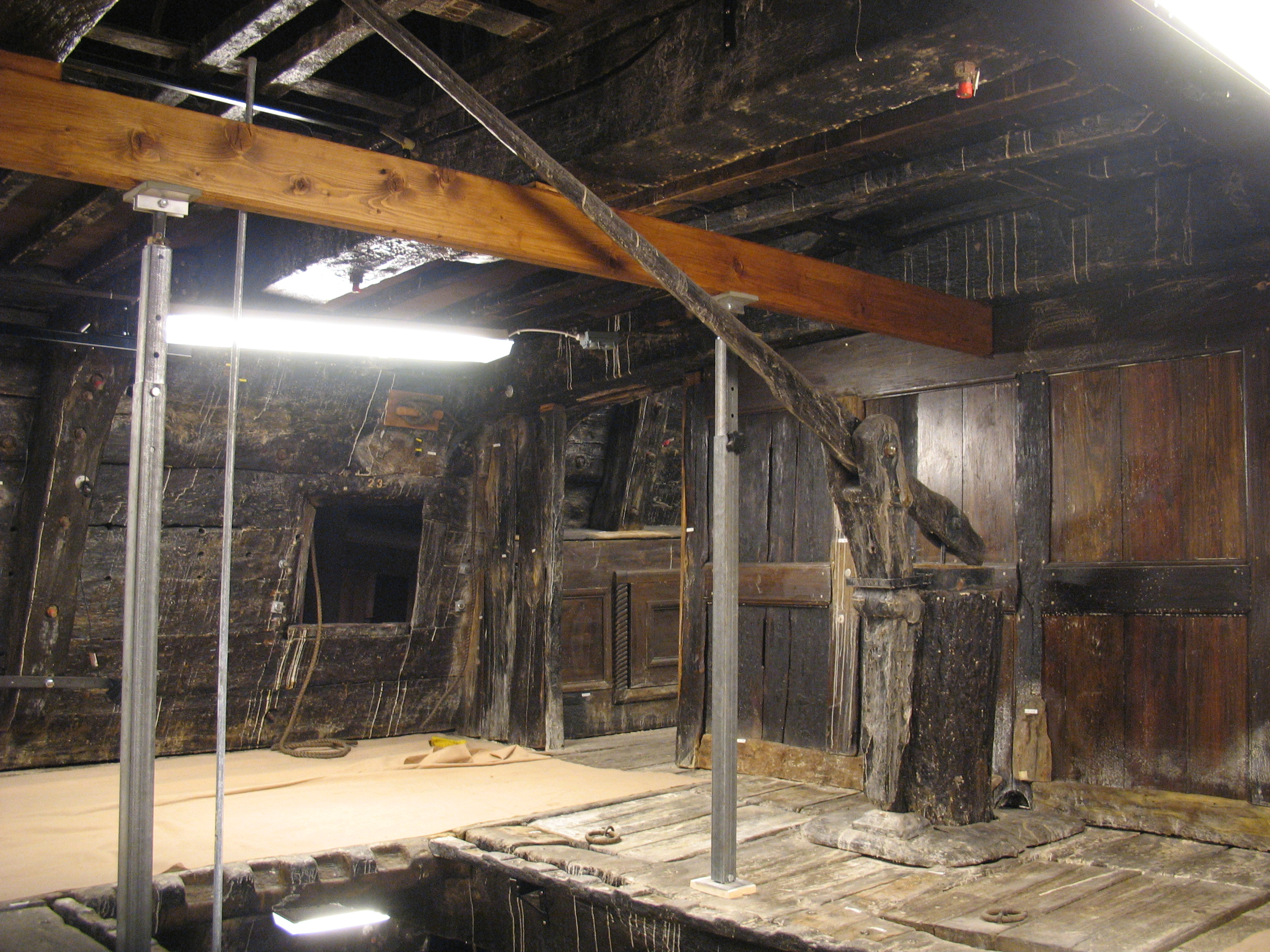
Кормова трюмна помпа
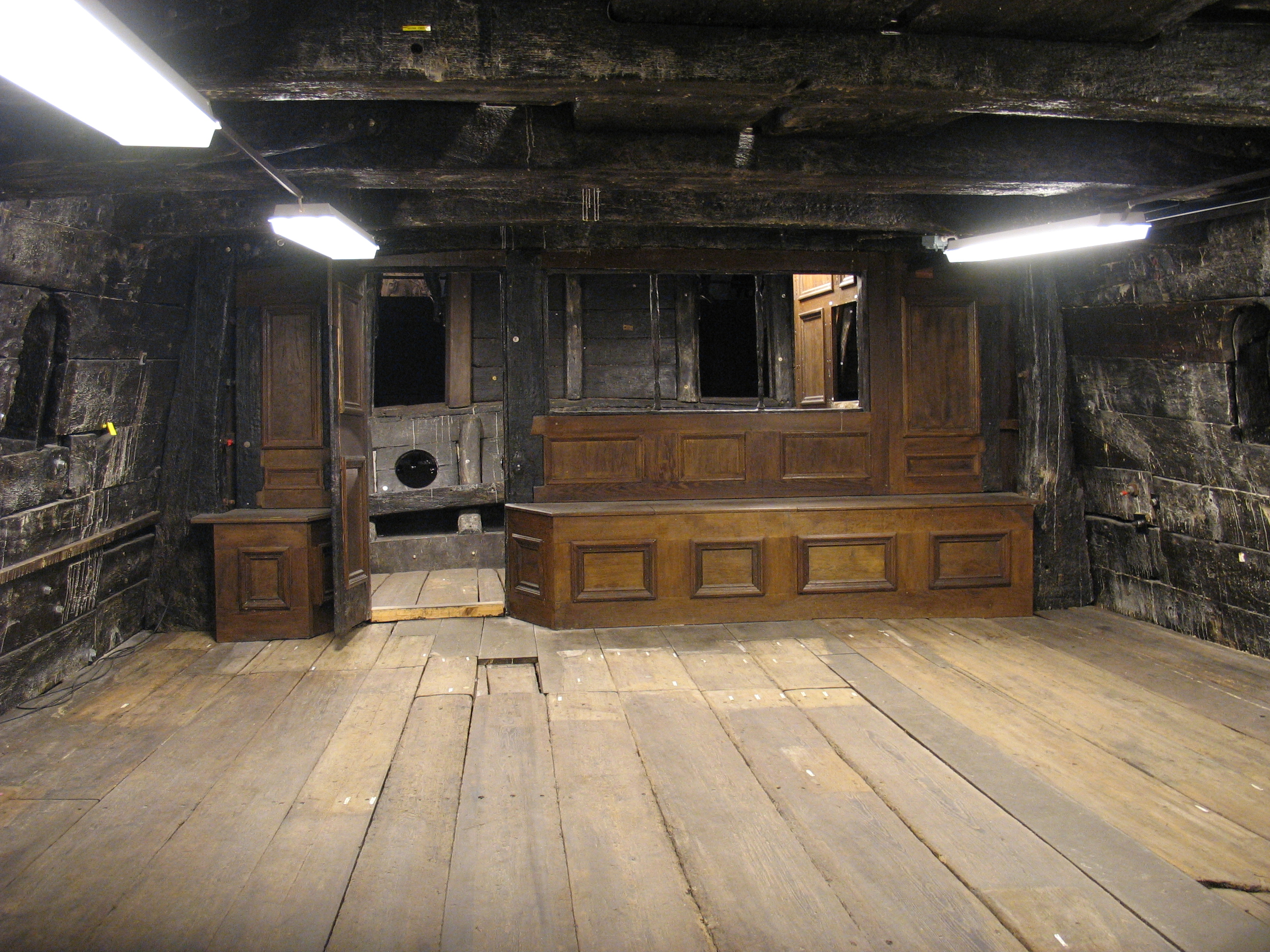
Кают-компанія. Видно двері, що ведуть на кормову галерею
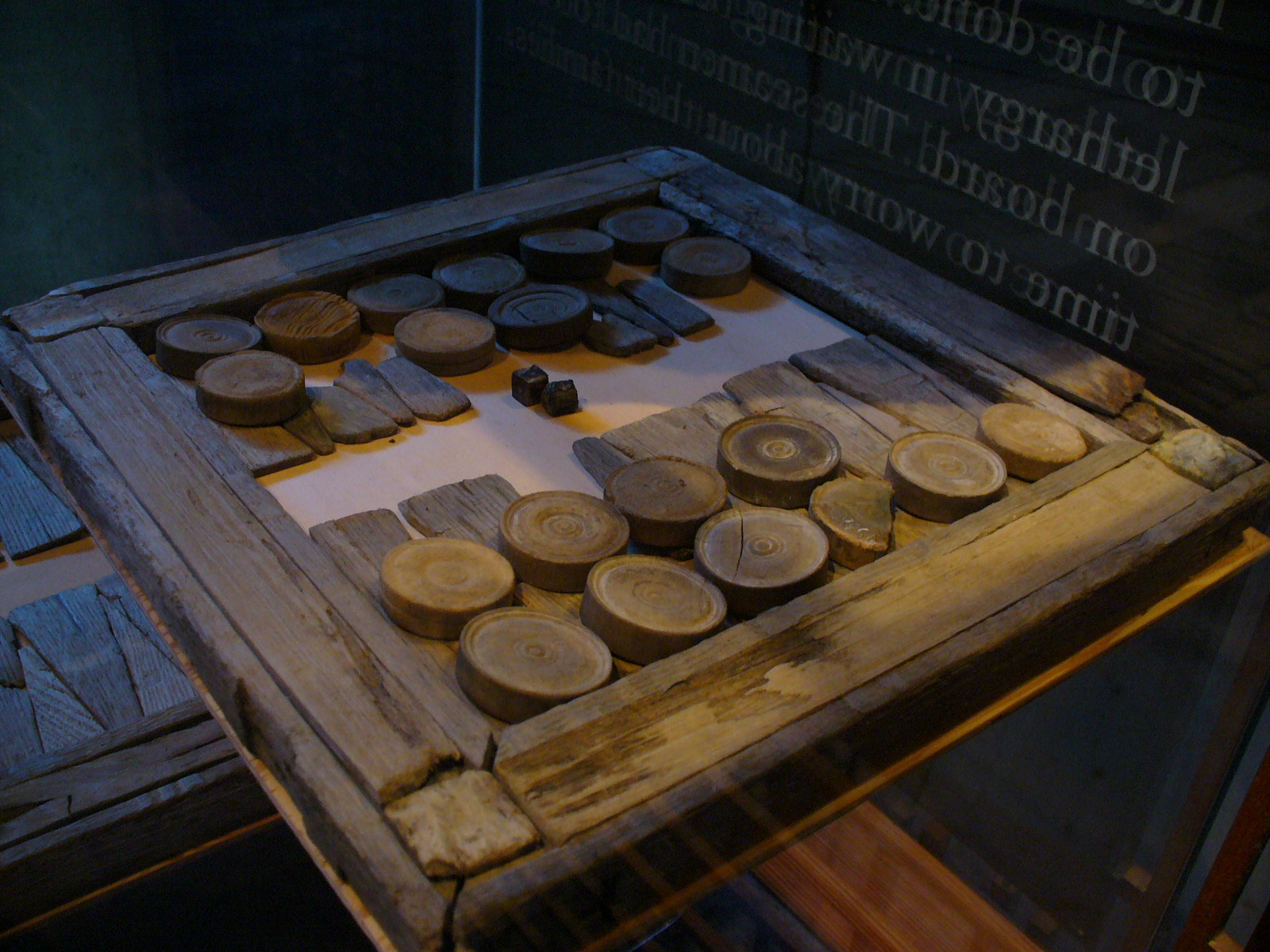
Суднові нарди
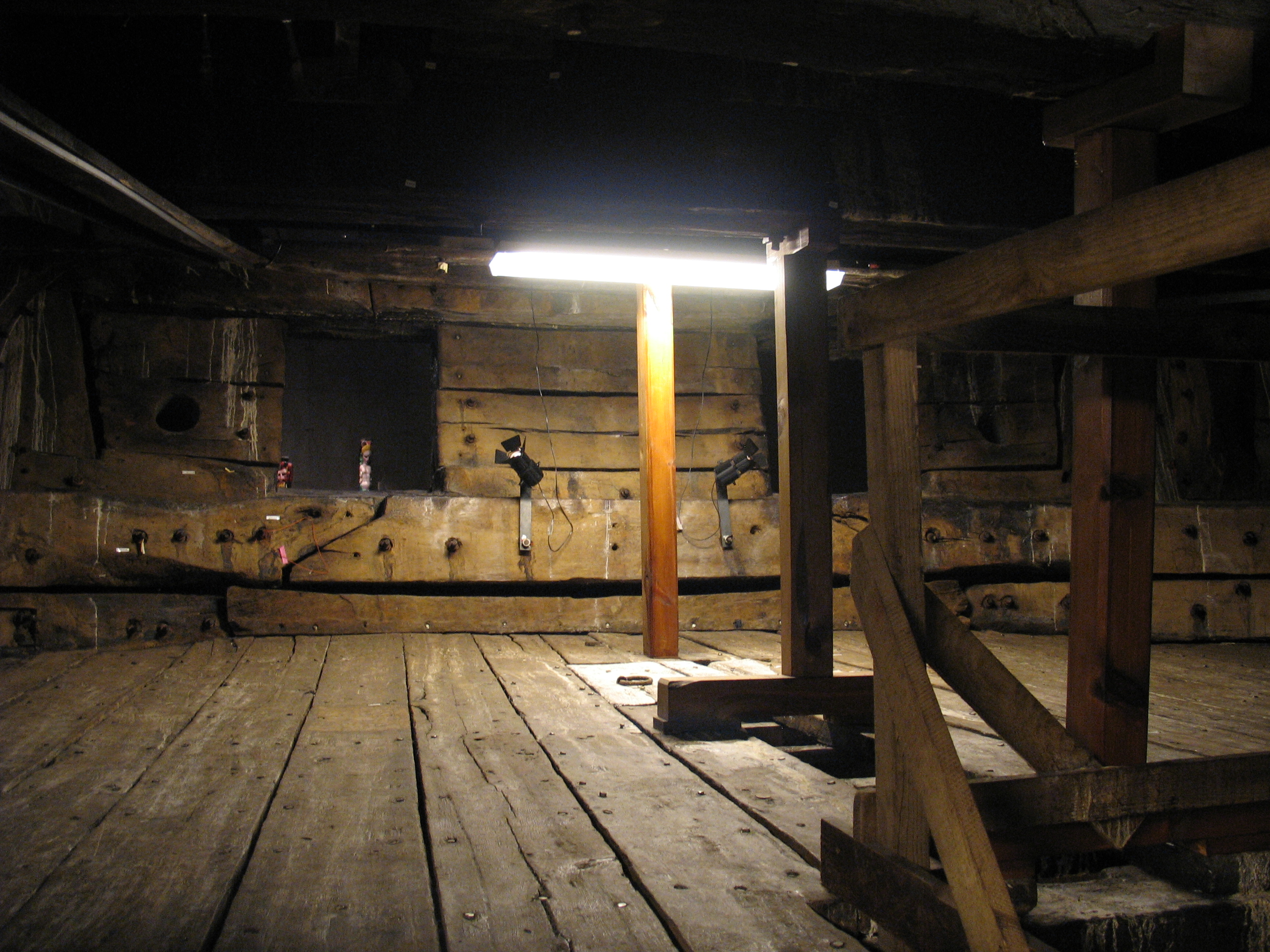
Кормова частина нижньої палуби з портами кормових гармат
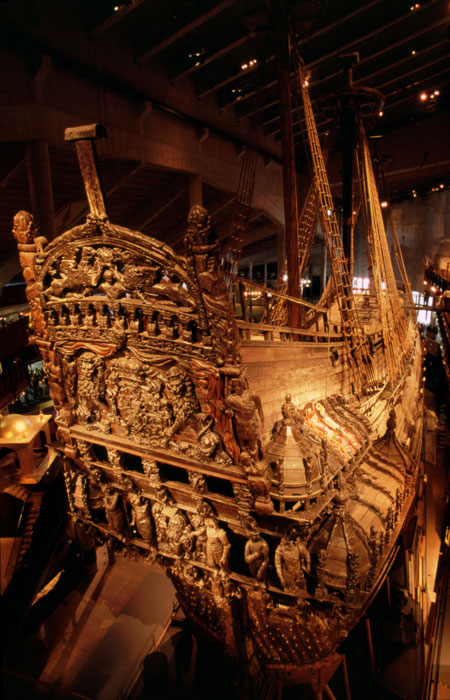
Корма галеона
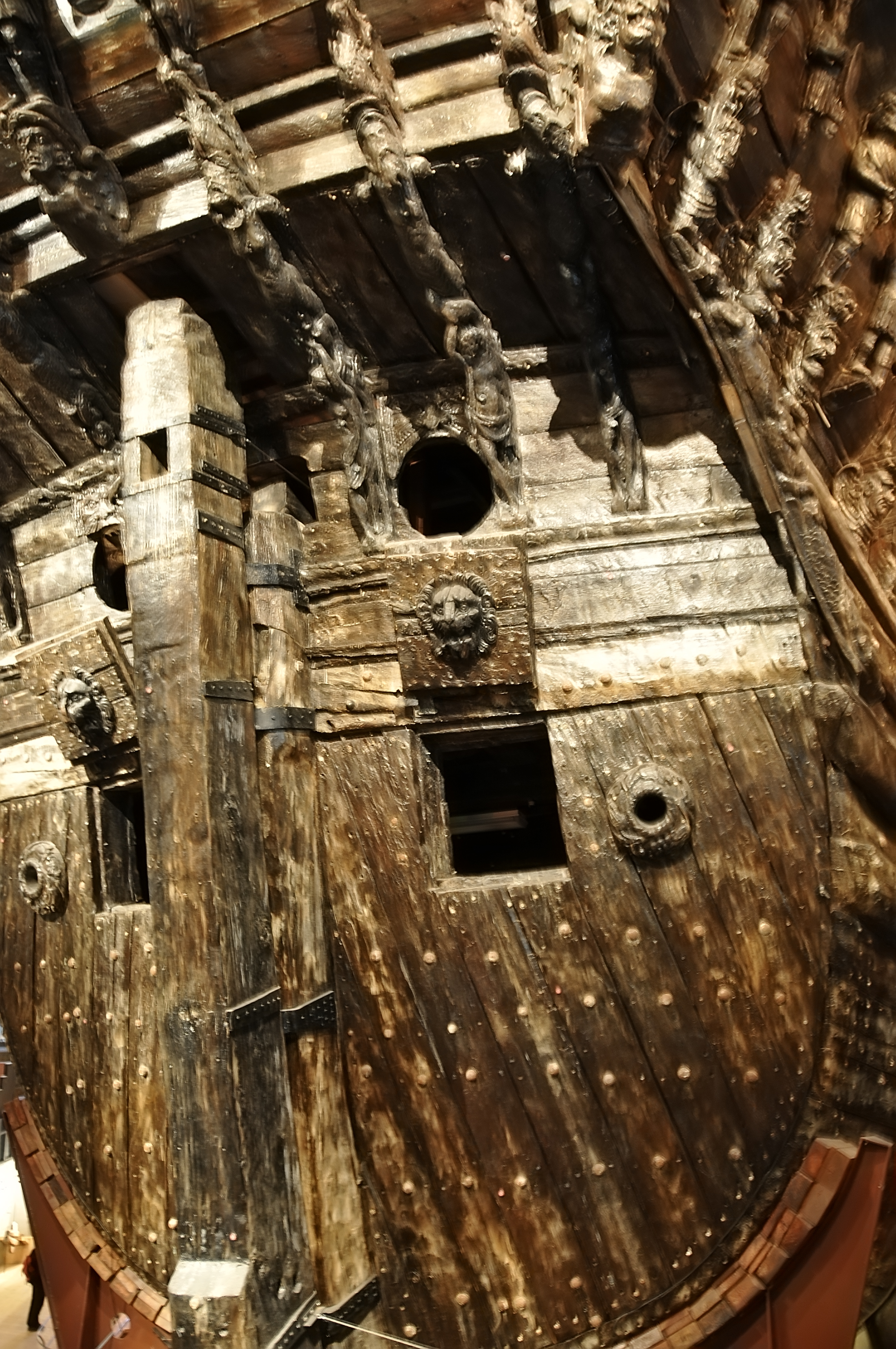
Ахтерштевень, перо стерна і порти ретирадних гармат
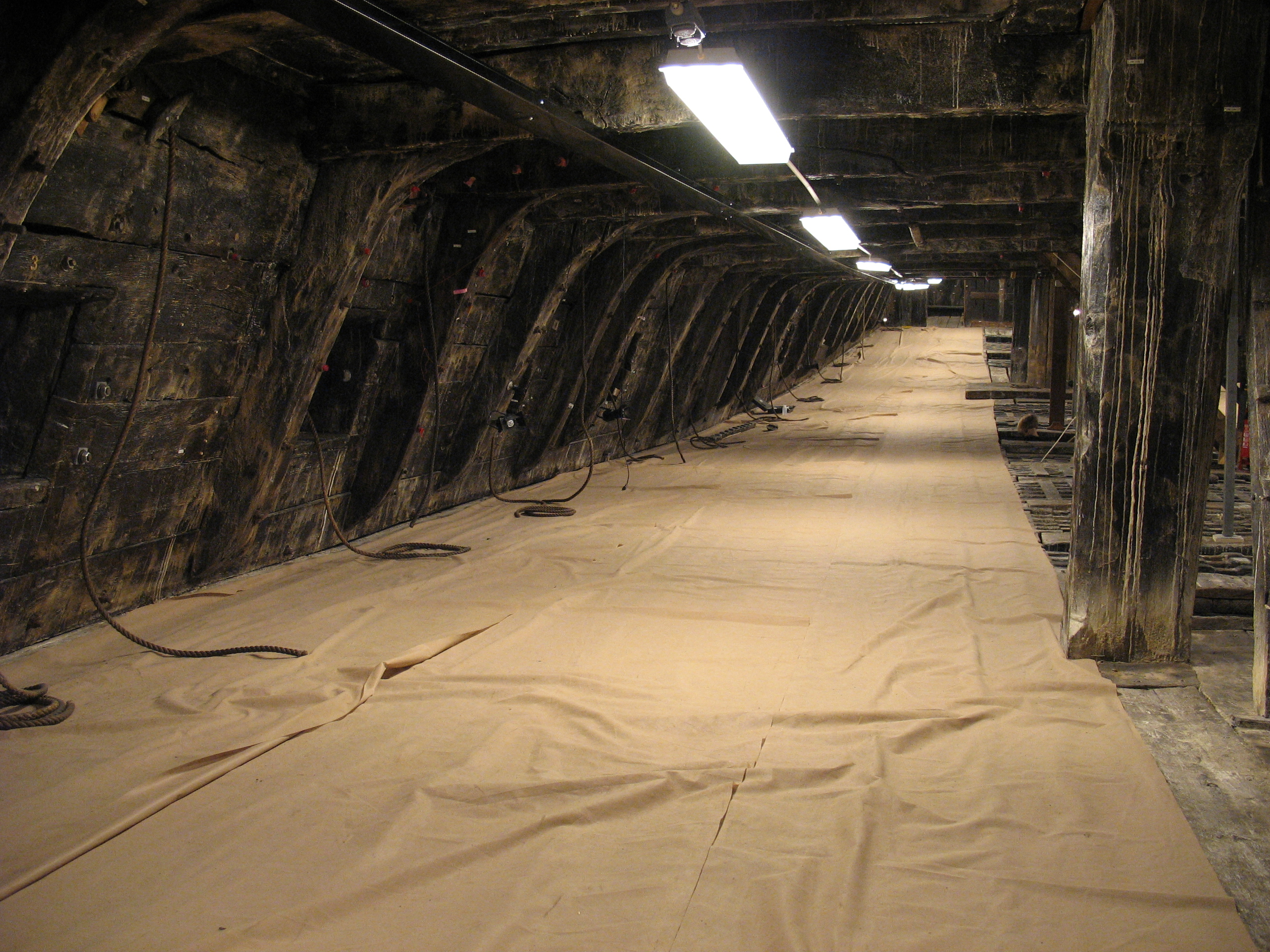
Верхня гарматна палуба, у напрямку до корми
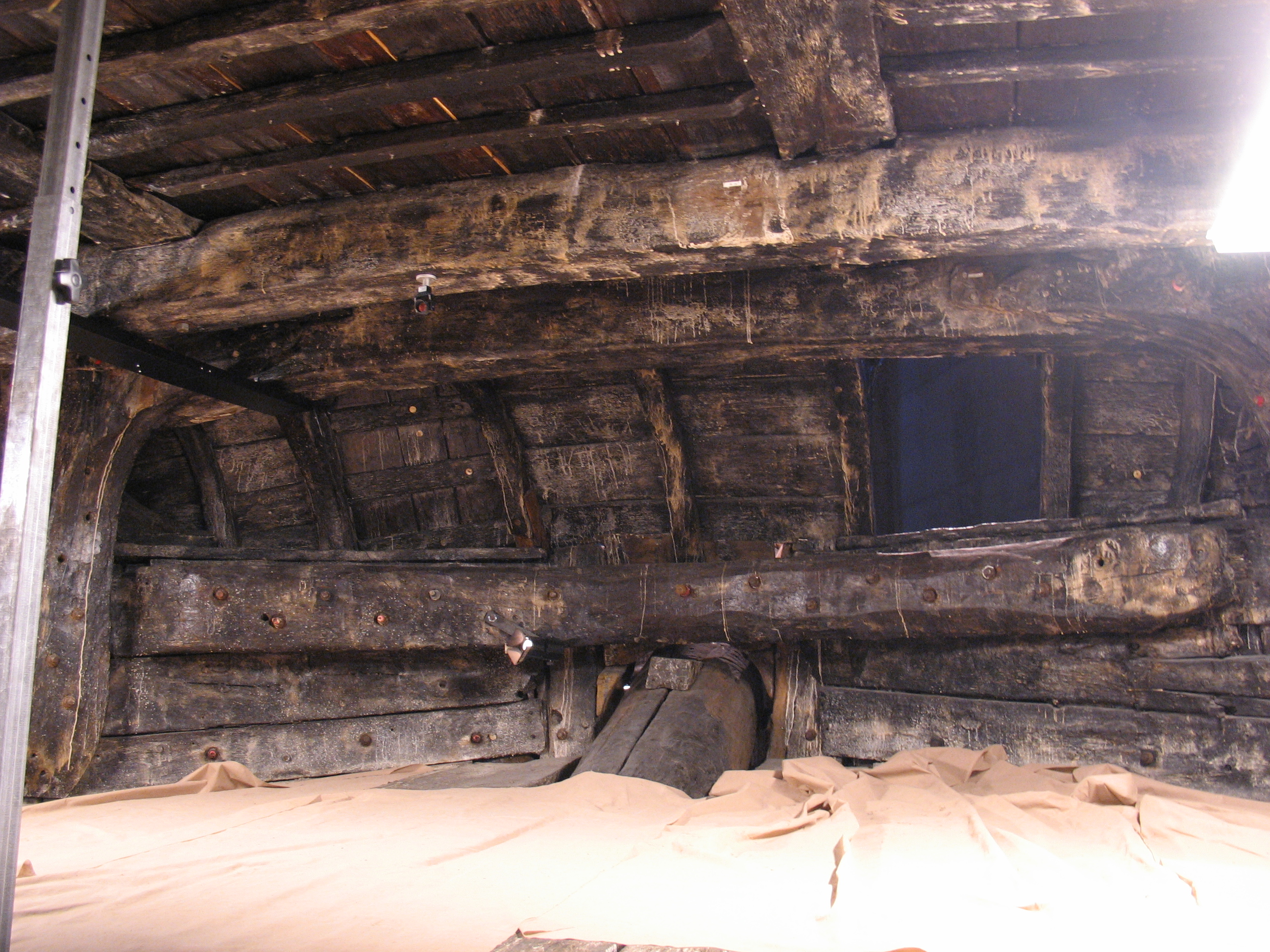
Носова частина верхньої гарматної палуби з нижньою частиною бушприта
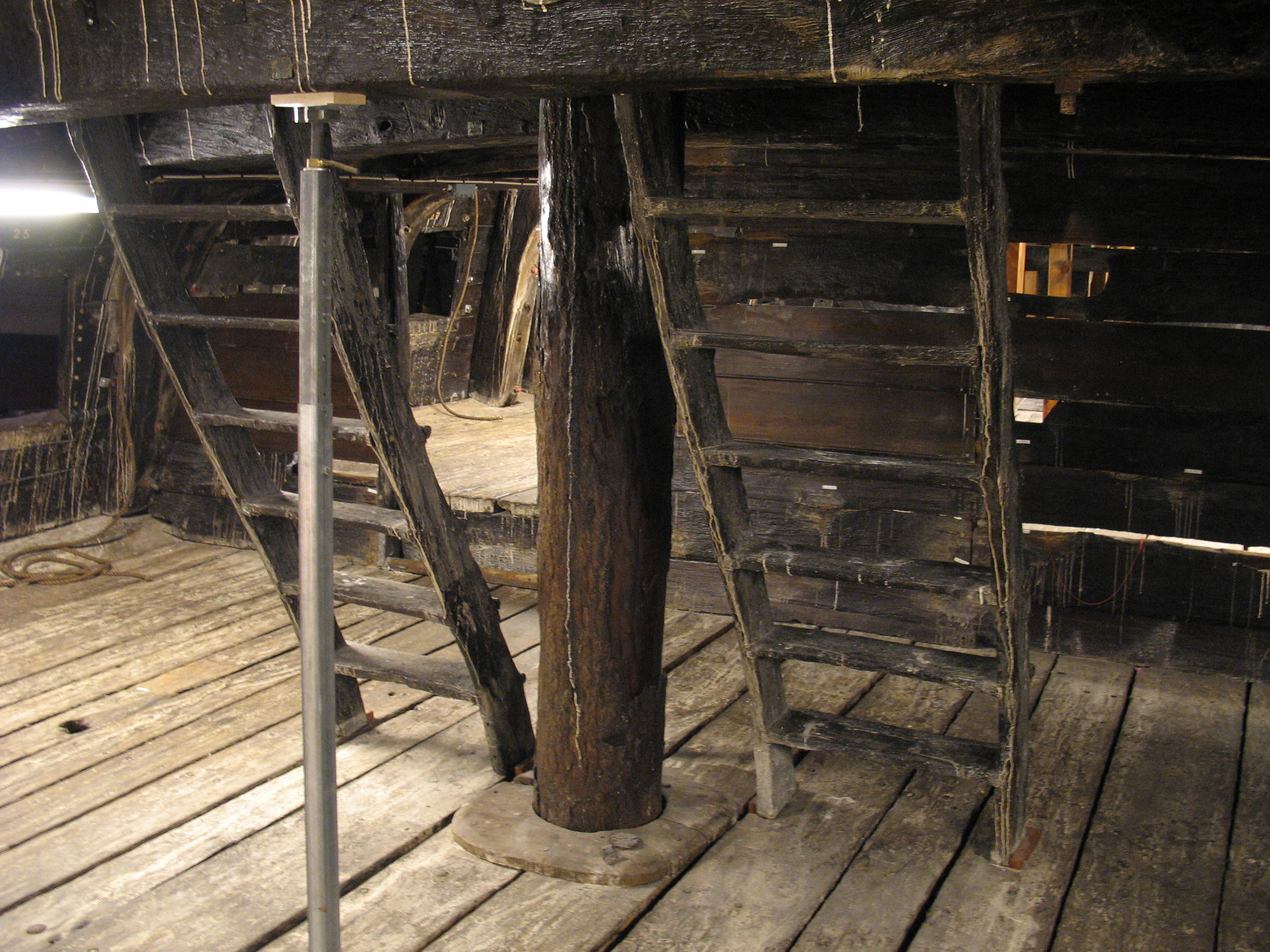
Трапи з нижньої гарматної палуби. Між ними порожнистий стовбур — циліндр трюмної помпи.
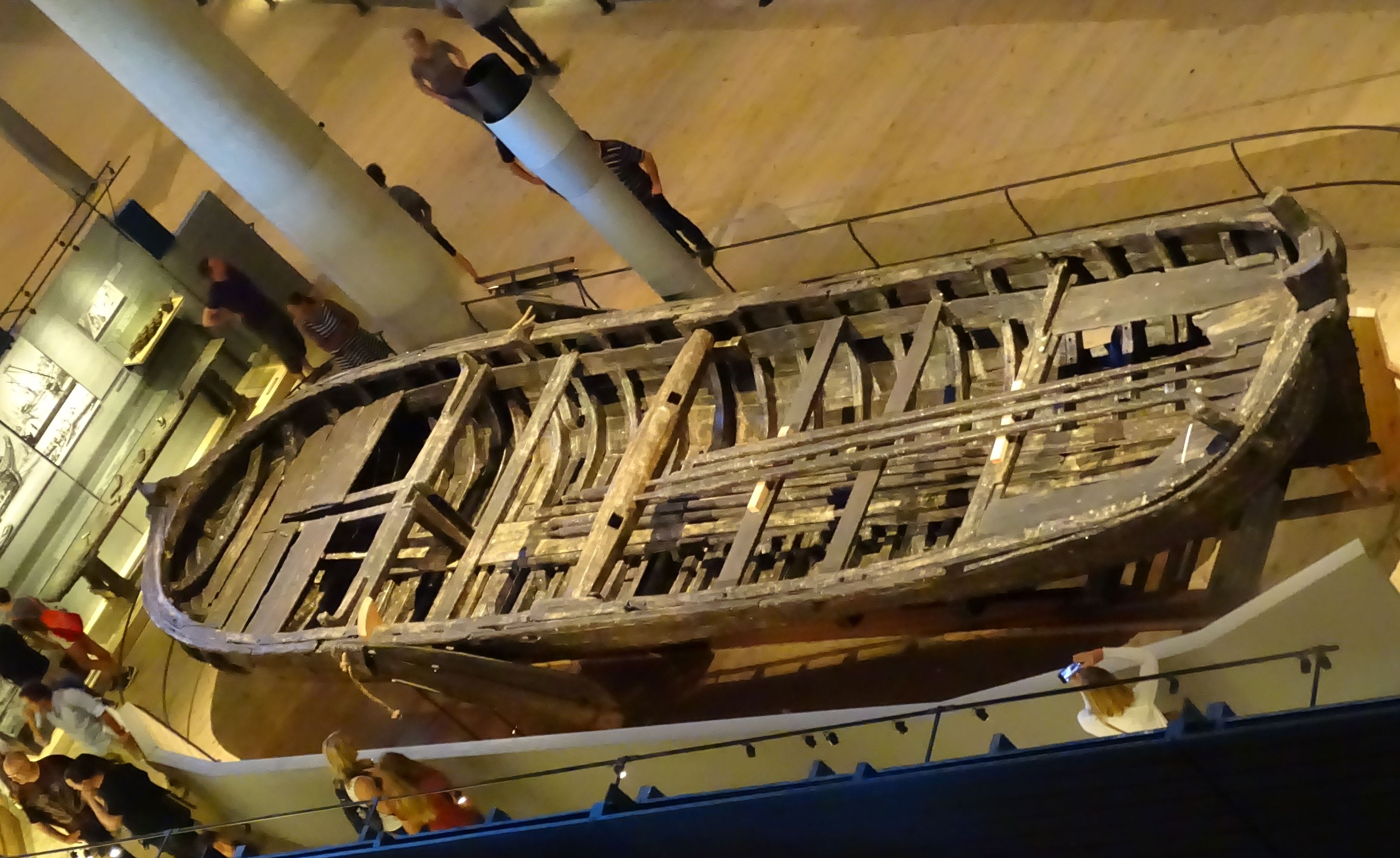
Корабельна шлюпка
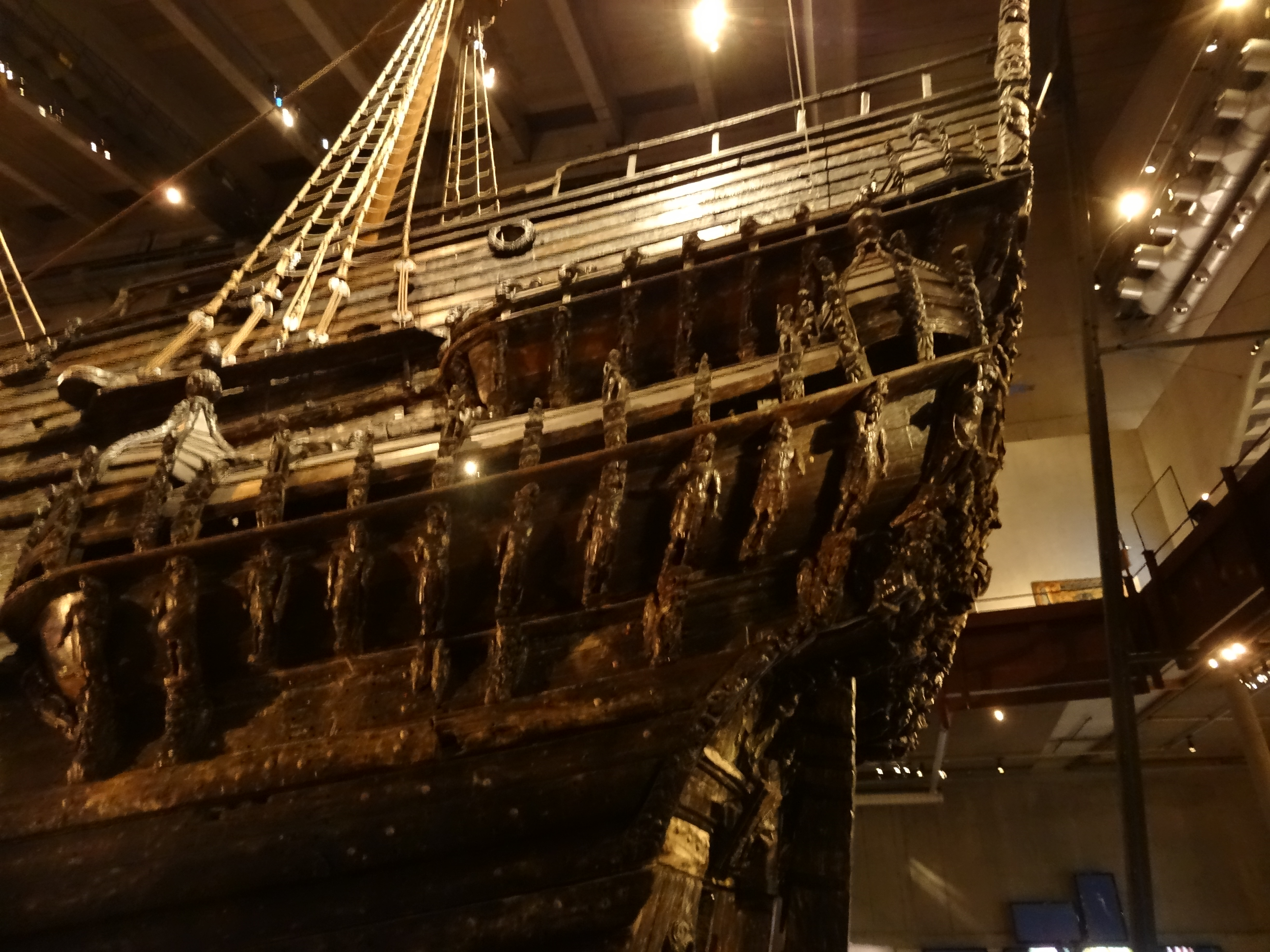
Ліва галерея
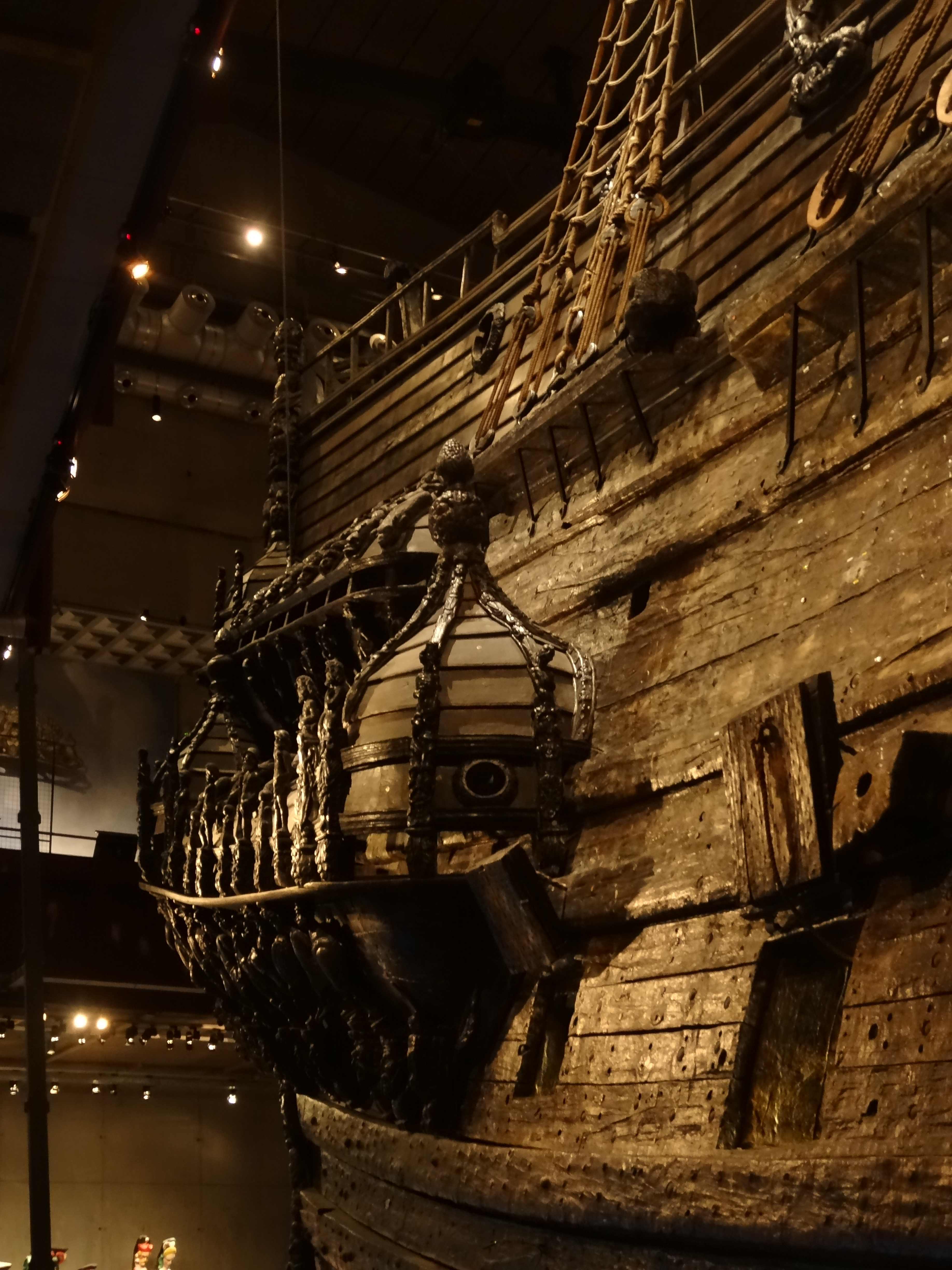
Права галерея